# 162 gyertya (Vámpírnaplók)
A 162 gyertya (162 Candles) a Vámpírnaplók című amerikai sorozat első évadjának nyolcadik epizódja.

## Epizódismertető
Egy öreg vámpír, Lexi Stefanhoz érkezik látogatóba. Miystic Falls egy új, 350 éves vámpírral gazdagodik. Lexi ráébreszti Elenát arra, hogy nem kell félnie attól amit Stefan iránt érez, és hogy tegye meg az első lépéseket irányába.
Jeremy leállt a drogokkal, házit ír, miután Damon megváltoztatta emlékeit Vicki haláláról. Elena rákérdez Damonre, hogy mit művelt az öccsével, de Damon csak annyit válaszol: "elvettem tőle a szenvedését".
Damon ad egy doboz vasfüvet Forbes sheriffnek. Damon megtámad egy párt, és az életben hagyott lány elméjével elhiteti hogy a támadást Lexi intézte, akit később Damon meg is öl, ezzel elterelve a gyanút a Salvatore testvérekről...

## Zenék
- The Birthday Massacre – Happy Birthday
- Pete Yorn – Thinking Of You
- Tiesto feat. Tegan and Sara – Feel It In My Bones
- Telekinesis – Tokyo
- Mike Sheridan és Mads Langer – Too Close
- Fauxliage – All The World
- The Black Box Revelation – Love In Your Head
- Switchfoot – Yet

## Külső hivatkozások
- https://web.archive.org/web/20100829044622/http://vampirnaplok.hu/0108.php
- https://web.archive.org/web/20100726121740/http://www.diaries-online.gportal.hu/gindex.php?pg=31802984